# (416) Vaticana
(416) Vaticana ist ein Asteroid des mittleren Hauptgürtels, der am 4. Mai 1896 vom französischen Astronomen Auguste Charlois am Observatoire de Nice bei einer Helligkeit von 12 mag entdeckt wurde.
Der Asteroid ist benannt nach dem vatikanischen Hügel in der Nähe der Stadt Rom. Er ist heute Teil der nach ihm benannten Vatikanstadt.

## Wissenschaftliche Auswertung
Aus Ergebnissen der IRAS Minor Planet Survey (IMPS) wurden 1992 Angaben zu Durchmesser und Albedo für zahlreiche Asteroiden abgeleitet, darunter auch (416) Vaticana, für die damals Werte von 85,5 km bzw. 0,17 erhalten wurden. Mit dem Satelliten Midcourse Space Experiment (MSX) wurden 1996 bis 1997 im Rahmen der Infrared Minor Planet Survey (MIMPS) Daten gewonnen, aus denen Werte für den mittleren Durchmesser und die Albedo von 84,9 km bzw. 0,17 bestimmt wurden.
Photometrische Messungen des Asteroiden fanden erstmals statt vom 10. bis 15. August 1985 am Cerro Tololo Inter-American Observatory (CTIO) und am La-Silla-Observatorium, beide in Chile. Eine vorläufige Auswertung der Daten führte zu einer Abschätzung für die Rotationsperiode zwischen 5,3 und 5,4 h. Bei einer weiteren Beobachtung vom 16. bis 18. September 1985 am La-Silla-Observatorium konnte die gemessene Lichtkurve aber wegen der kurzen Beobachtungszeiten von jeweils nur ein bis drei Stunden nicht zu einer Rotationsperiode ausgewertet werden.
Bei neuen Messungen während acht Nächten vom 6. März bis 9. Mai 1989 am Manley Observatory im Nordwesten Englands wurde dann eine Rotationsperiode von 5,3718 h bestimmt. Zu dieser Periode passten auch Beobachtungen, die bereits vom 23. bis 28. Februar 1989 am La-Silla-Observatorium durchgeführt worden waren, und eine erneute Auswertung der Beobachtungsdaten vom August 1985 zeigte in einer Untersuchung von 1994, dass diese auch zu dieser Periode passten.
Weitere Messungen vom 20. Oktober 1995 bis 18. Januar 1996 während drei Nächten am Observatoire du Pic du Midi in Frankreich bestätigten wieder die Rotationsperiode von 5,372 h. Dies galt dann auch für eine zusätzliche lückenhafte Lichtkurve, die bei Beobachtungen vom 25. bis 29. März 1998 am Observatorium Borówiec in Polen gewonnen wurde. Außerdem wurden aus den archivierten Daten von 1985 bis 1998 zwei alternative Positionen für die Rotationsachse mit prograder Rotation und einer Periode von 5,3724 h sowie die Achsenverhältnisse eines dreiachsig-ellipsoidischen Gestaltmodells berechnet.
Bei neuen photometrischen Beobachtungen vom 15. bis 17. Februar 2007 am Via Capote Observatory in Kalifornien konnte eine Rotationsperiode von 5,38 h abgeleitet werden. Aus archivierten Daten des Uppsala Asteroid Photometric Catalogue (UAPC) und neuen Beobachtungen wurde dann in einer Untersuchung von 2009 für (416) Vaticana erstmals ein dreidimensionales Gestaltmodell für eine Rotationsachse mit prograder Rotation und einer Periode von 5,37160 h berechnet.
Mit dem Weltraumteleskop Transiting Exoplanet Survey Satellite (TESS) konnten während dessen Durchmusterung des Südhimmels 2018 bis 2019 auch Objekte des Sonnensystems beobachtet werden. Dabei wurden nach einer ersten Pilotstudie auch die Lichtkurven von fast 10.000 Asteroiden aufgezeichnet. Für (416) Vaticana wurde aus Messungen etwa vom 11. bis 19. September 2018 eine Rotationsperiode von 5,37145 h erhalten.
Zwischen 2012 und 2018 wurden mit der All-Sky Automated Survey for Supernovae (ASAS-SN) auch photometrische Daten von 20.000 Asteroiden aufgezeichnet. Auf mehr als 5000 davon konnte erfolgreich die Methode der konvexen Inversion angewendet werden, darunter auch (416) Vaticana, für die in einer Untersuchung von 2021 ein verbessertes dreidimensionales Gestaltmodell für zwei alternative Rotationsachsen mit prograder Rotation und einer Periode von 5,37159 h berechnet wurde.
Abschätzungen von Masse und Dichte für (416) Vaticana aufgrund von gravitativen Beeinflussungen auf Testkörper ergaben in einer Untersuchung von 2012 eine Masse von etwa 3,27·1018 kg, was mit einem angenommenen Durchmesser von etwa 87 km zu einer Dichte von 9,44 g/cm³ führte bei keiner Porosität. Diese Werte besitzen aber eine hohe Unsicherheit im Bereich von ±95 %.